# Elecciones generales de Guyana de 2001
Las elecciones generales de Guyana de 2001 tuvieron lugar el 19 de marzo del mencionado año, undécimas bajo sufragio universal y séptimas desde la independencia del país, con el objetivo de renovar los 65 escaños del Parlamento unicameral, denominado Asamblea Nacional. A su vez, el candidato propuesto por el partido más votado sería elegido presidente de la República Cooperativa para un período no mayor a cinco años. Simultáneamente, se renovaron los diez Consejos Democráticos Regionales de las distintas subdivisiones de primer orden del país. El presidente Bharrat Jagdeo, del Partido Progresista del Pueblo (PPP) dirigía el país desde agosto de 1999, tras la renuncia de Janet Jagan por problemas de salud. Debido a las denuncias de fraude del expresidente Desmond Hoyte, del Congreso Nacional del Pueblo (PNC), el país había vivido un período de violencia postelectoral que culminó con la firma del Acuerdo Herdmanston, que proponía realizar comicios anticipados en enero de 2001. Sin embargo, dos meses antes, en noviembre de 2000, la Comisión Electoral anunció que aplazaría las elecciones al 19 de marzo.
En medio de las denuncias de fraude del PNC, con un clima de campaña tenso y algunos hechos violentos, el PPP revalidó su mandato por otros cinco años con un contundente 52.96% de los votos, logrando retener con exactitud su mayoría absoluta de 34 escaños. El PNC, por su parte, incrementó ligeramente sus apoyos con respecto a la elección anterior, logrando un 41.83% y la segunda minoría con 27 escaños, uno más que en 1997. En tercer lugar quedó la coalición izquierdista entre la Alianza del Pueblo Trabajador (WPA) y el Partido de Acción de Guyana (GAP), encabezada por Paul Hardy, con el 2.38% y 2 escaños. En cuarto puesto quedó un nuevo partido, Levantar, Organizar y Reconstruir Guyana (ROAR), liderado por Ravi Dev, con un 0.93% de los votos y un escaño. La conservadora Fuerza Unida (TUF), presente en todas las legislaturas electas desde su fundación en 1960, logró retener su único escaño en manos de Manzoor Nadir con apenas un 0.73%, cayendo al quinto lugar y manteniendo su tendencia decreciente. La participación fue una de las más altas de la historia democrática de Guyana, alcanzando a un 91.72% del electorado registrado, tan solo superado por el 96.98% de las elecciones de 1964.
A nivel regional, el PPP se impuso en las regiones de Barima-Waini, Pomerón-Supenaam, Islas Esequibo-Demerara Occidental, Mahaica-Berbice, y Berbice Oriental-Corentyne; mientras que el PNC triunfó en Demerara-Mahaica, Cuyuní-Mazaruní, Potaro-Siparuni, y Alto Tacutu-Alto Esequibo. En Alto Demerara-Berbice venció sorpresivamente la coalición GAP-WPA, constituyendo la primera vez que una agrupación ajena al bipartidismo tradicional era la fuerza más votada en alguna región.

## Resultados
|  | 52.96 % |

|  | 41.83 % |

|  | 2.38 % |

|  | 0.93 % |

|  | 0.73 % |

|  | 0.71 % |

|  | 0.34 % |

|  | 0.11 % |

|  | 98.21 % |

|  | 1.79 % |

|  | 100.00 % |

|  | 91.72 % |